# Vito Caon
Vito Caon (Castelfranco Veneto, 24 giugno 1923 – 1996) è stato un calciatore italiano, di ruolo centrocampista.

## Caratteristiche tecniche
Giocava come mediano.

## Carriera
Nella stagione 1941-1942 e nella stagione 1942-1943 gioca in Serie C con il Mestre, società con la quale nella stagione 1943-1944 gioca 10 partite in Divisione Nazionale.
Dopo la fine della Seconda guerra mondiale riprende a giocare nella Mestrina, con cui nella stagione 1945-1946 vince il campionato di Serie C. Nella stagione 1946-1947 gioca invece in Serie B, categoria nella quale disputa 35 partite senza mai segnare. Rimane a Mestre anche dopo la retrocessione in Serie C della stagione 1946-1947, e gioca in terza serie con la squadra veneta nella stagione 1947-1948, nella stagione 1948-1949, nella stagione 1949-1950, nella stagione 1950-1951 ed infine nella stagione 1951-1952, nella quale gioca 26 partite senza mai segnare ed al termine della quale la sua squadra retrocede in IV Serie, categoria in cui Caon nella stagione 1952-1953 gioca 8 partite. Dopo questa stagione nel massimo livello dilettantistico lascia il Mestre, con cui aveva giocato nelle precedenti undici stagioni, e si accasa all'Olimpia Cittadella, con cui nella stagione 1953-1954 gioca in IV Serie.

## Palmarès

### Club

#### Competizioni nazionali
- Serie C: 2

Mestrina: 1945-1946, 1947-1948 (girone H)